# Арман (Вампирские хроники)
Арма́н (англ. Armand) или Амаде́о (англ. Amadeo) — персонаж-вампир из цикла книг «Вампирские хроники» американской писательницы Энн Райс. Хотя Арману на момент его первого появления в книге «Интервью с вампиром» около пяти веков, он выглядит семнадцатилетним юношей (однако в экранизации романа 1994 года он показан взрослым мужчиной). Арман, как и многие вампиры во вселенной «хроник», бисексуален и исключительно привлекателен внешне: это красивый достигший половой зрелости мальчик, с маленькими рыжеватыми завитками волос, добрыми карими глазами и тонкими пальцами. Время от времени его сравнивают с Купидоном или ангелом Сандро Боттичелли.
Арман — вампир, созданный в конце XV века в Венеции, Италия. Родился он под именем Андрей в Киевской Руси у прославленного охотника по имени Иван. Ещё будучи ребёнком, он показал себя талантливым художником, после чего православные монахи нанимали его для рисования религиозных икон. Они были так впечатлены мастерством Андрея, что говорили ему, будто ему был дан Божий дар. По прошествии времени возросло напряжение между Иваном и монахами. Последней каплей было желание монахов замуровать Андрея в подземной гробнице, чтобы он рисовал иконы, перед тем как умереть от голода. Разъярённый отец Андрея наказал ему рисовать икону для князя Михаила, местного правителя, и повесить её на дереве в поле, чтобы князь знал, где находится его брат. По пути на них напали татары и Андрей был взят в рабство. Его отвезли в Константинополь для продажи на работорговом рынке. Во время путешествия с Андреем случилась острая потеря памяти из-за огромных эмоциональных и физических травм и он забыл всё о себе и своей родине. Из Константинопля мальчика перевезли в Венецию, где продали в бордель. Там он был подвергнут ужасающему сексуальному насилию.

Арман в исполнении актёра Антонио Бандераса в фильме «Интервью с вампиром: Хроника жизни вампира» 1994 г.

Тысячапятисотлетний римский вампир Мариус, художник, купил Андрея и принялся его растить. Он дал ему новое имя — Амадео. В последующие два-три года Мариус и Амадео имели половые отношения.
Когда Амадео было семнадцать лет, он вступил в дуэль на мечах с английским лордом Гарлеком, который стал помешан на нём после того, как они провели вместе три дня и три ночи. Лорд Гарлек пронзил Амадео отравленным мечом и юноша чуть не умер от заражения. Чтобы спасти его, Мариус одарил любимого «Тёмным даром»: он сделал своего молодого ученика вампиром. Оба жили счастливо некоторое время, пока сатанистическая секта вампиров под предводительством вампира Сантино, которому Мариус навредил много лет до этого, не напала на дворец Мариуса и не взяла Амадео в плен. (Самого Мариуса казалось сожгли, а мальчиков заживо побросали в огонь.) Новорождённого вампира бросили в темницу и морили голодом, после чего кормили его же друзьями и невинными детьми. После пяти месяцев таких мучений Амадео сдался, согласился забыть предыдущую «еретическую» жизнь и был принят в общество «Детей тьмы». Но, хотя Амадео и совершал все нужные ритуалы, он всей душой отвергал такое святотатство. В качестве наставника «Детей тьмы» он переезжает в Париж, где берёт имя Арман, и остаётся предводителем шабаша сто лет до прибытия вампира Лестата де Лионкура, в которого он влюбляется.
Арман использовал свою секту, чтобы нападать на Лестата и его мать, вампиршу Габриэль. Эта секта даже похитила смертного компаньона Лестата Николя, заставляя Лестата прийти в их логово. В ответ Лестат опроверг веру секты, объявляя её неподходящей для времён. Арман, понимая, что Лестат говорит правду, убил большинство членов секты и присоединился к Театру Вампиров, который Лестат основал для четырёх оставшихся членов секты (Элени, Лорана, Феликса и Эжени). Во второй половине XIX века Арман влюбился в вампира из Нового Света по имени Луи. Эта пара уехала из Парижа после того, как Луи спалил Театр и путешествовала по миру и времени. Они оставались вместе до 1920-х.
Позже Арман вступил в половые отношения с Дэниелом Моллоем, молодым журналистом, который брал интервью у Луи о его вампирской жизни. В 1985 году, после их 7-8-летних отношений, Арман превратил Дэниела в вампира в отчаянных обстоятельствах, Моллой был на грани гибели. Дэниел — единственный известный вампир, произошедший от Армана. Но вскоре после превращения Дэниела в вампира они разошлись.
Арман присутствовал при возвращении Лестата из Рая и Ада. Плат Вероники так сильно подействовал на Армана, что он попытался покончить жизнь самоубийством, чтобы принести себя в жертву Богу — он вышел на солнце. Его попытка не вышла — его спасли двое смертных, Беджи и Сибил. Он полюбил их и они ответили взаимностью. Он оставался с ними, чтобы иметь связь с «обычным», современным миром людей.
Арман повёл своих смертных друзей, чтобы увидеть Лестата в кататонии. Затем он оставил их со своим создателем Мариусом и ушёл рассказывать историю своей жизни Дэвиду Тальботу, превращённому Лестатом. Вернувшись к Мариусу, Арман узнаёт, что Мариус превратил Бенджи и Сибил в вампиров, тем самым разбив сердце Арману. Сперва Арман является невинным, идеалистичным юнцом, но столетия вечной юности в контрасте с непредсказуемыми, зачастую прискорбными поворотами его жизни, постепенно превратили его в горького циника.
В книге «Принц Лестат» упоминается, что Арман живёт в Нью-Йорке вместе с Сибил и Бенджи в роскошном особняке в Верхнем Ист-Сайде. Их убежище называлось «Врата Троицы». Чуть позже к ним присоединяется и Луи де Пон дю Лак, который оставил Лестата де Лионкура. В город часто приходили молодые вампиры, с которыми Арман жестоко расправлялся. Вскоре на пороге «Врат Троицы» появляется музыкант Антуан — создание Лестата и его бывший любовник, который становится новым членом клана Армана.
Арман наряду с древнейшими вампирами входит в число членов особого совета, который собирается для решения вопросов о дальнейшей судьбе пьющих кровь. Так, в 2013 году совместно с другими бессмертными поддержал кандидатуру Лестата на роль Принца Вампиров. Кроме этого убежище Армана «Врата троицы» стало королевской резиденцией в Нью-Йорке. Особняк Армана на Сен-Жерме-де-Пре был выбран в качестве штаб-квартиры в Париже.

## Арман в других средах
В кинофильме «Интервью с вампиром: Хроника жизни вампира» его сыграл Антонио Бандерас (облик Бандераса резко отличается от оригинального — он выглядит как тридцатилетний мачо).
В экранизации «Королева проклятых» в образе Армана выступил актёр Мэттью Ньютон.
В мюзикле «Лестат» персонажа воплотили Джек Ноузуорти и Дрю Сэрич.
В телеадаптации «Интервью с вампиром» Армана сыграл Ассад Заман.